# Чен Лун (плавець)
Чен Лун (25 травня 2000) — китайський плавець.
Учасник Олімпійських Ігор 2020 року, де в попередніх запливах на дистанції 800 і 1500 метрів вільним стилем посів, відповідно, 27-ме і 24-те місця й не потрапив до півфіналів.